# Cianjur
Cianjur è una città dell'Indonesia, situata nella provincia di Giava Occidentale.